# 島津忠国
島津 忠国（しまづ ただくに）は、室町時代の武将、守護大名。薩摩・大隅・日向守護。島津氏第9代当主。父は8代当主島津久豊、母は伊東祐安の娘。子に友久、立久、久逸、勝久、忠経、守棟、忠弘、頼久、娘（伊集院煕久室）。幼名は虎寿丸、初名は貴久。官職は修理大夫、陸奥守。法名は大岳玄誉。

## 経歴
応永10年（1403年）に日向国穆佐院高城（穆佐城）にて誕生、応永32年（1425年）、父が没したため家督を継ぐ。
応永34年（1427年）に日向の伊東祐立と和睦し、永享2年（1430年）に総州家の島津久林を討ち取って島津氏を統一した。通説では、永享4年（1432年）に伊東祐立との和睦が崩壊して再度日向に侵攻するも、領国では渋谷氏・伊集院氏ら国衆を中心とした国一揆が発生した。この国一揆は領国支配が危機に瀕するほどで、弟の持久（用久）を守護代に任じてその処理をさせたという。そのため持久が力を持ちすぎたことにより兄弟間の争いが始まったとされる。
ところが、近年になってこの時に忠国が隠居したとする史料の存在や、持久が発給した文書が守護の書式である書下方式を用いる一方、守護代が発給する文書である遵行状や打渡状が存在しない事実を指摘し、国一揆鎮圧に失敗した忠国は隠居して持久に家督（守護）を譲ったものの、一時的なものと捉えて家督に復帰して実子に家督を譲ろうとした忠国とそうは考えない持久の間で内紛が発生したとする新名一仁の説もある。
永享7年（1435年）頃より、樺山孝久・北郷知久・新納忠臣・末広忠勝・高木殖家らが重臣・国衆を集めて日向国末吉にいた忠国を奉じて一揆を結成し、これに対して伊作教久・山田忠尚・種子島幡時・伊集院継久ら持久を支持する重臣・国衆たちもこれに対抗する一揆を結成した。もっとも、両者は最初から軍事衝突を意図していたものではなく、特に忠国派は忠国の嫡男とした次男・安房（後の立久）を後継者とすることを持久が認めるように交渉していた。
その後、忠国・持久の争いは両者の間で一旦は妥協をみて持久が島津氏の当主として文書の発給を行っているが、6代将軍足利義教の弟大覚寺義昭が義教に逆らい、出奔して島津氏に匿われていたのを、幕府にご注進して幕命により嘉吉元年（1441年）3月13日自害させた件を機に幕府が島津家中の争いに介入し、同年12月12日に管領畠山持国が忠国に対して持久討伐を命じる御教書を下したことから、忠国は再び挙兵する。ところが、その矢先、忠国が高木殖家を持久に通じたとして討伐をしようとしたところ、家中最大の実力者にして殖家の親友であった樺山孝久が叛旗を翻して殖家救出に乗り出したために持久派の総攻撃を受けることになった。このため、幕府は嘉吉2年10月25日に改めて持久治罰の御教書を発給している。だが、新納忠臣らの奔走で肝付兼忠を寝返らせ、樺山孝久の復帰に成功した忠国は文安5年（1448年）に持久を薩摩国谷山に追い詰める。だが、かつての国一揆の中心であった渋谷氏一族が菊池氏・相良氏の支援を受けて再び挙兵の動きを見せると、これを危惧した新納忠臣らの仲介で両者は和睦を結び、家督は再び忠国に戻された。和解後、持久に分家の薩州家を立てさせた。
宝徳2年（1450年）、かつて伊集院氏領であった石谷（現在の鹿児島市石谷町）が忠国から町田高久（石谷高久とも）に与えられたことにより高久を一族の有力者であった伊集院煕久が一宇治城にて殺害した事件を発端として煕久を肥後へ追放し居城の一宇治城を没収、改修し国内支配を安定させた。また、渋谷氏や相良氏、その他反抗的な国衆との戦いで獲得した出水・阿久根などを持久に譲渡することで、兄弟関係の回復も実現した。ところが、次第に家中に対して強権的な態度で臨むようになり、かつて忠国を支持する一揆を起こした重臣・国衆とも対立を強めることになる。そのため、長禄2年（1458年）に再び忠国排斥の動きが高まり、長禄3年（1459年）10月頃に嫡男の立久は新納忠治（忠臣の子、立久には母方の伯父（もしくは叔父））・樺山長久（孝久の孫）とともに事実上のクーデターを起こし、忠国を薩摩南部の加世田に追放して家督を奪取した。忠国は蟄居を余儀なくされた。
時期は明らかではないが、忠国は琉球王に「太平書」を送った。琉球の尚徳王は明の天順4年、日本の寛正2年（1461年）に忠国への礼状を添えて緞子15疋を贈り返した。
文明2年（1470年）に没した。享年68。
没後、立久が後を継ぎ3ヶ国の守護となった。内紛の過程で家督継承から排除された長男友久が相州家、3男久逸が伊作氏（伊作教久の養子となる）、4男勝久が常州家、5男忠経が予州家、7男忠弘が摂州家の、それぞれ祖となっている。このうち友久の孫（実際には久逸の孫）にあたる島津忠良が相州家と伊作氏との家督を兼ね、やがてその系統が近世島津氏へと成長していくことになる。
墓は鹿児島県鹿児島市の福昌寺、鹿児島県南さつま市の坊津にある。

## 系譜
- 父：島津久豊（1375 - 1425） - 島津氏8代当主
- 母：寿山夫人（伊東祐安の娘）
- 妻：心萃夫人（新納忠臣の女）
  - 長女：伊集院煕久室
  - 次女：島津用久（薩州家）室
  - 三女：新納忠続室
  - 次男：島津立久（1432 - 1474） - 島津氏10代当主
  - 三男：島津久逸（1440 - 1500） - 伊作犬安丸の後嗣
  - 五男：島津忠経 - 予州家（後に迫水氏）祖
- 妻：伊作勝久の女
  - 長男：島津友久（1432 - 1493） - 相州家祖
  - 四男：島津勝久 - 常州家（後に桂氏）祖
  - 七男：島津忠弘（???? - 1504） - 摂州家（後に喜入氏）祖
- 妻：伊集院忠治の女
  - 六男：桂山守棟 - 玉龍山福昌寺9代住持
- 妻：松元入道の女
  - 四女：島津忠廉（豊州家）室
  - 五女：島津忠徳（羽州家）室
  - 八男：島津頼久（???? - 1499） - 島津忠弘（摂州家）の養子
- 妻：飛騨入道の女
  - 男：瑚月英功 - 泰定山広済寺5代住持
- 妻：山下入道の女
  - 男：天祐宗津 - 玉龍山福昌寺11代住持